# Robert McNamara
Robert Strange McNamara (født 9. juni 1916 i San Francisco, død 6. juli 2009 i Washington, D.C.) var en amerikansk forretningsmand og politiker. Han er mest kendt for sit arbejde som USA's forsvarsminister i perioden 1961-1968, hvor han tjente først under præsident John F. Kennedy, derefter under Lyndon B. Johnson. Han var efterfølgende præsident for Verdensbanken fra 1968 til 1981.

## Liv og karriere
Selv om han var søn af salgsleder fra en skofabrik, var der alligevel ikke midler nok til at få en plads på det eftertragtede Stanford University. I 1937 afsluttede han studier i økonomi og filosofi på Berkeley. I 1939 fik han sin kandidatgrad ved Harvard University, hvorefter han arbejdede et år som revisor for Price Waterhouse. I august 1940 vendte han tilbage til Harvard for at undervise på deres handelslinje.
I 1943 blev han kaptajn i den amerikanske hærs statistiske afdeling, hvor han bl.a. arbejdede med beregninger af, hvordan man kunne effektivisere bombetogter over japanske byer med B-29 bombeflyverne. Efter krigen indgik han, på foranledning af en gammel krigskammerat, i et team der gennem reformer og effektivisering vendte underskud til overskud for firmaet Ford Motor Company. I løbet af årene arbejdede han sig op, og i 1960 blev han den første præsident for Ford uden for Henry Fords familie.

## Politisk karriere
Præsident John F. Kennedy havde vundet det amerikanske præsidentvalg og skulle tiltræde 20. januar 1961. Stillingen som forsvarsminister i hans regering blev først tilbudt Robert A. Lovett, der dog takkede nej, men anbefalede McNamara. McNamara fik et tilbud om enten at blive finansminister eller forsvarsminister, mindre end fem uger efter han var blevet præsident for Ford Motor Company. Først afslog han posten som finansminister, men efter diskussion med sin familie accepterede han stillingen som forsvarsminister, og han tiltrådte posten 21. januar 1961.
Robert Mcnamara blev fra starten en central figur i Kennedy-administrationen, der arbejdede hårdt på at finde strategier til at stoppe kommunismens fremmarch. Det var bl.a. på baggrund af Mcnamaras råd at det mislykkede invasionsforsøg i Svinebugten blev gennemført. I et interview med Time Magazine beskrev McNamara i 1963 den vietnamesiske befrielseskrig, som han kaldte "den kommunistiske ekspansionspolitik" som bestående af to dimensioner: "The military tactics are those of the sniper, the ambush, and the raid. The political tactics are terror, extortion, and assassination."
Vietnamkrigen: McNamara indrømmede bl.a. i filmen The Fog of War, at de havde taget fejl angående den påståede Tonkin-episode, der blev benyttet af USA som begrundelse for den militære indtræden i krigen. De amerikanske skibe var ifølge McNamara ikke blevet angrebet med torpedoer 4. august 1964, men var dog tilsyneladende blevet angrebet to dage før.
Robert Strange McNamara var manden der kaldte amerikanske redningsfly tilbage da Israel angreb det amerikanske spionskib USS Liberty i Middelhavet med præsident Johnsons viden.[kilde mangler]
- McNamara ved et kabinetsmøde 1967
- Et 1968 Cabinet møde med Dean Rusk, præsident Johnson og McNamara
- Robert McNamara med præsident John F. Kennedy i 1962